# 布吕根 (北莱茵-威斯特法伦州)
布吕根（德語：Brüggen，發音：[ˈbʁʏɡn̩]）是德国北莱茵-威斯特法伦州杜塞尔多夫行政区菲尔森县的市镇，总面积61.25平方千米，2023年12月31日总人口为16,178人。